# Chiesa di San Clemente al Vomano
La chiesa di San Clemente al Vomano, detta anche abbazia di San Clemente al Vomano, è un luogo di culto cattolico abruzzese che sorge sulla sommità di un piccolo colle sulla riva sinistra del fiume Vomano, poco distante da Guardia Vomano di Notaresco, in provincia di Teramo. Appartenne al complesso abbaziale dell'ordine dei benedettini che qui ebbero sia la chiesa che il monastero. Nel 1902 è stata inclusa nell'elenco dei Monumenti nazionali italiani. L'Abbazia è inserita nell'itinerario turistico-religioso denominato Valle delle Abbazie.
L'attuale chiesa romanica è stata ricostruita sulla precedente edificata nella seconda metà del IX secolo.

## Storia
Non esistono documenti che riportino la data esatta della fondazione del cenobio di san Clemente, ma si ritiene che l'intero complesso abbaziale fu edificato nella seconda metà del IX secolo e sicuramente non oltre l'890.
In questo periodo storico vi fu un notevole sviluppo del monachesimo benedettino nelle vallate della provincia teramana, del Tordino, del Mavone e in particolare nella valle del fiume Vomano dove i frati benedettini, con l'aiuto delle popolazioni locali, oltre a San Clemente al Vomano, costruirono anche altri importanti cenobi: San Salvatore di Canzano, Santa Maria di Propezzano, San Salvatore a Morro D'Oro, Sant'Antonio Abate sulla Piana dei Cesari, San Martino a Cologna, San Giovanni alle Piane Vomano e Santa Maria, San Pietro a Notaresco (Lutaraschk), San Pietro a Castelbasso, Santa Maria di Ronzano, San Giovanni ad Insulam e tanti altri, comprese tante cappelle sparse.
La leggenda sulle origini tramanda la narrazione della sosta (non confermata storicamente) della famiglia dell'imperatore Ludovico II nel "castello" di Guardia Vomano, avvenuta durante la fuga per sottrarsi alla congiura del duca Adelchi di Benevento e degli altri principi longobardi a lui collegati.
Sempre secondo la leggenda, tra i membri della famiglia vi era anche la principessa Ermengarda, unica figlia di Ludovico II il Giovane e madre di Ludovico III, che, apprezzando la bellezza del luogo, volle che vi fossero eretti una chiesa e un monastero dedicati a san Clemente. Come riportato dal Moretti e dal Palma, autori che citano la colonna 1007 del Chronicon Casauriense, è riferito che "piissima mater Ludovici imperatoris Domna Hyrmingarda fecit et donavit“: è probabile che la pia madre dell'imperatore Ludovico III abbia dato assenso ai monaci benedettini per la costruzione del cenobio di san Clemente al Vomano, donandola poi all'abbazia di San Clemente a Casauria.
Al di là delle notizie storiche desunte da leggende più o meno fondate, è probabile che la fondazione del complesso abbaziale sia avvenuta nel corso del X secolo ad opera dei monaci benedettini di San Clemente a Casauria, di cui fin da subito San Clemente al Vomano fu dipendenza, nell'ambito dell'espansione territoriale della potente abbazia casauriense verso il confine settentrionale del Contado di Penne; il fiume Vomano, infatti, nei secoli dell'altomedioevo abruzzese segnò il confine tra il Contado Pennense e quello Aprutino. Noto anche come San Clemente in Vallecupa, il complesso rimase tra i possedimenti casauriensi fino al 1058, anno in cui l'Abate Berardo lo cedette a Gregorio, Abate del Monastero di San Niccolò al Trontino, in cambio della Chiesa di San Mauro sul Tavo.

## Architettura
L'intera estetica architettonica della chiesa attuale appartiene ai lavori di rifacimento avvenuti nell'anno 1108, come testimonia la lapide apposta sul piedritto dello stipite sinistro dell'ingresso che reca incisa la scritta: «ANNI AB INCARNATIONE DOMINI NOSTRI JESU CHRISTI SVNT ML-C-VIII INDICTIONE XV».
La facciata di stile romanico si eleva semplice e austera, aperta nella zona centrale da un importante portale e da una monofora sovrastante, concludendosi con coronamento a spiovente.
Nel corpo delle mura, eseguite con conci di pietra irregolari, sono presenti elementi erratici di reimpiego del periodo italico-romano. Certamente i monaci utilizzarono anche materiale proveniente dalle rovine di una vicina villa romana e altri elementi presi da costruzioni antiche distrutte in prossimità del villino De Albentiis e sul colle Monterone.
La chiesa conserva la sua torre campanaria a vela, costruita sfruttando il muro maestro tra la chiesa e il monastero.
Nel prospetto posteriore dell'edificio religioso, verso la vallata, è in bel risalto il movimento semisferico delle absidi con una serie di lesene e arcatelle cieche.

### Il portale
L'importante portale architravato, di gusto e scuola liberatoriana, (riferito alle linee architettoniche dell'Abbazia di San Liberatore a Maiella) è costituito da blocchi di pietra scalpellata e datato 1108, come riferito dalla pietra immurata a fianco del piedritto sinistro. Da attente osservazioni risulterebbe che l'intero impianto decorativo possa essere costituito da vari elementi rimontati e recuperati dai monaci a causa delle scarse possibilità economiche in cui versava l'abbazia.
Sia l'archivolto che gli stipiti e i rinfianchi sono ornati da spirali scalpellate di gusto classico che mostrano grandi fiori spinosi, tralci di vite e piccole cornici. 
Il piedritto di destra reca sulla sommità una figura zoomorfa.
Sul bordo di contorno esterno dei cunei dell'arco della lunetta vi è incisa una lunga scritta, quasi non più leggibile, in cui sono riportati, con molta probabilità, i nomi dei committenti e del maestro lapicida che eseguì l'opera: «IN DEI NOE P. PRVPOS. ET B. FILIO FECIT FARE ORA AITGNISSCARDV ARTIFICE DE ARTE ARHETONICA». 
Cui potrebbe corrispondere l'interpretazione di Francesco Aceto: «nel nome di Dio, P. Prupos e suo figlio B. fecero realizzare l'ingresso di San Clemente da Gniscardo maestro dell'arte architettonica».

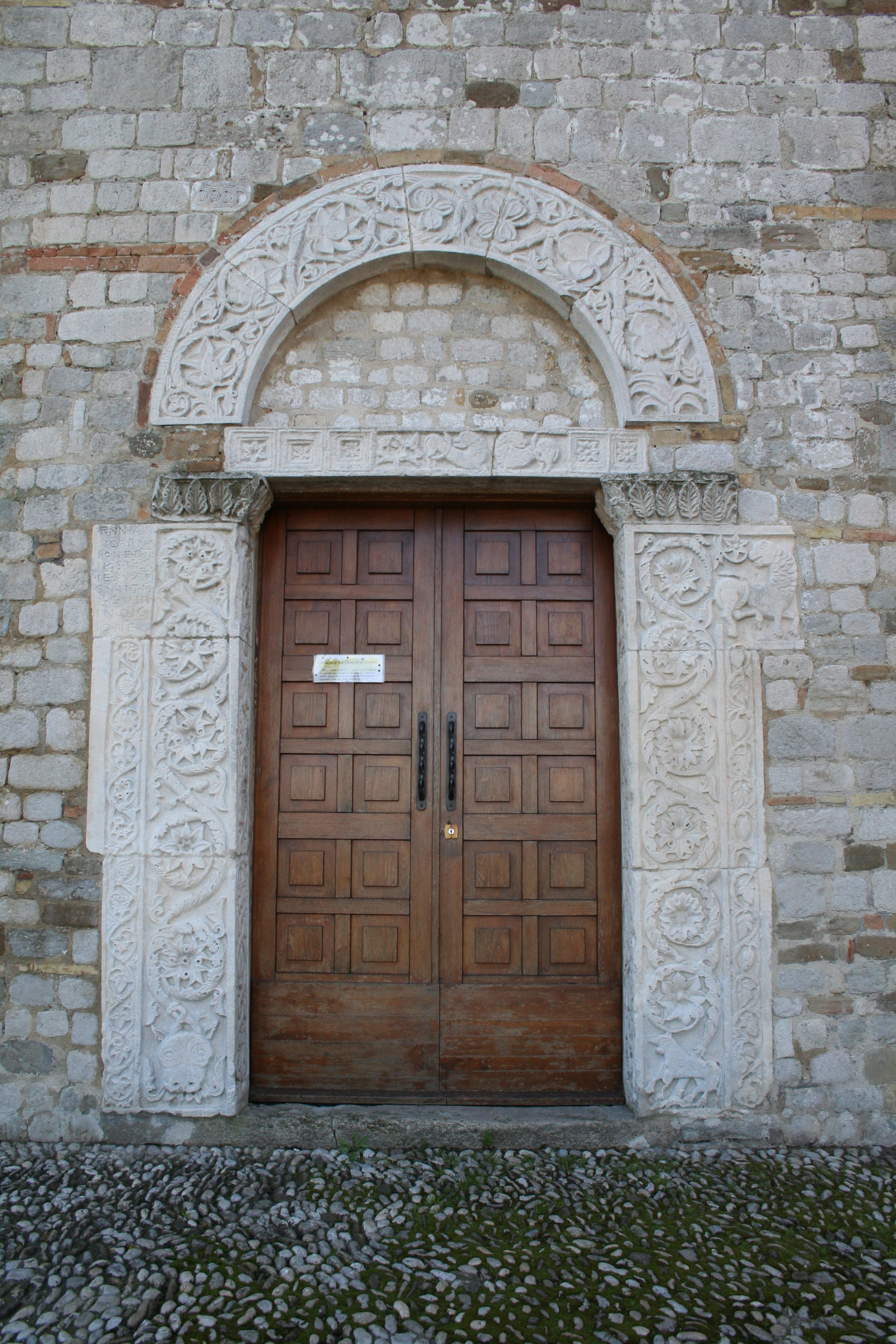
portale
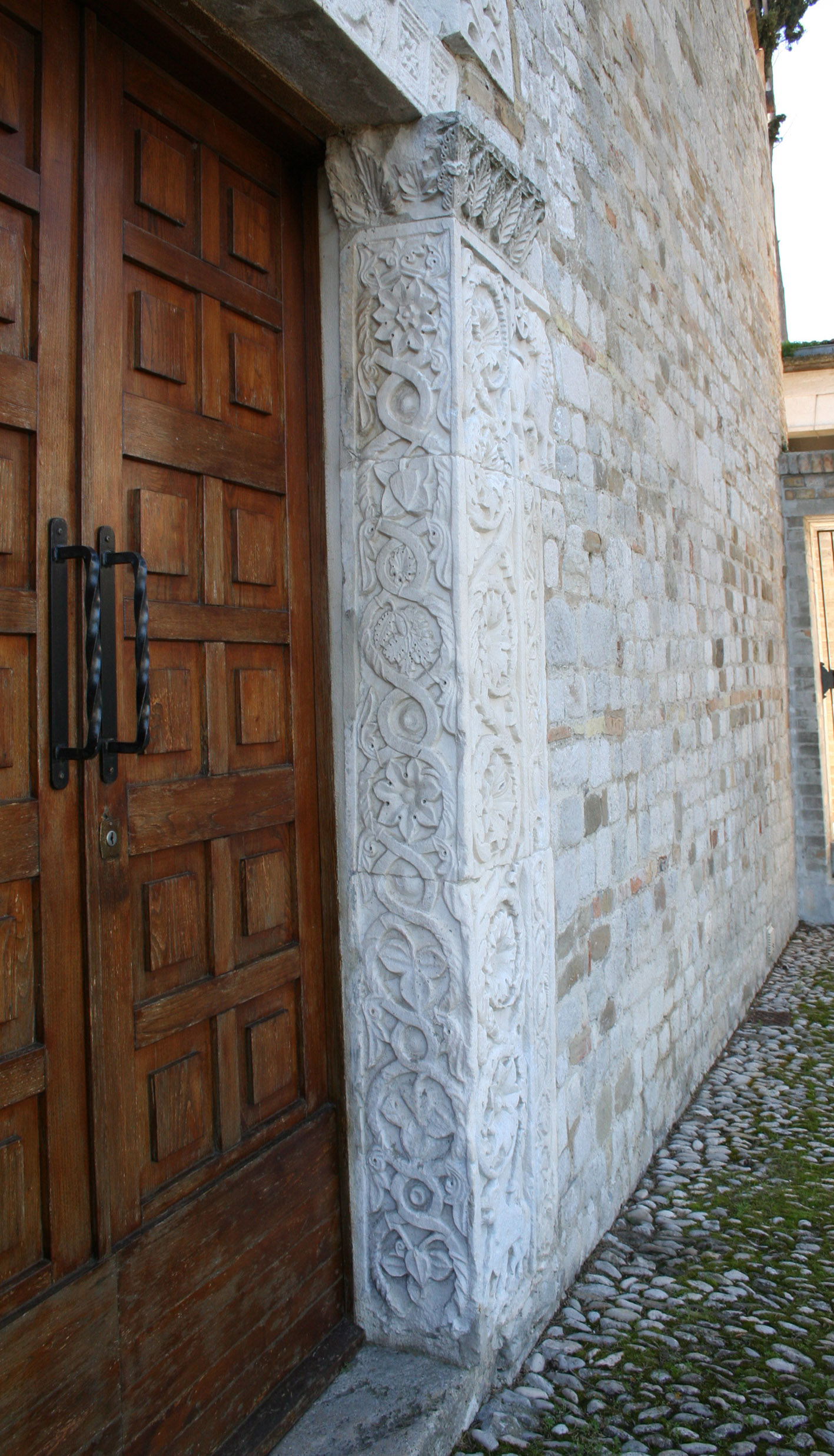
particolare della decorazione dei rinfianchi
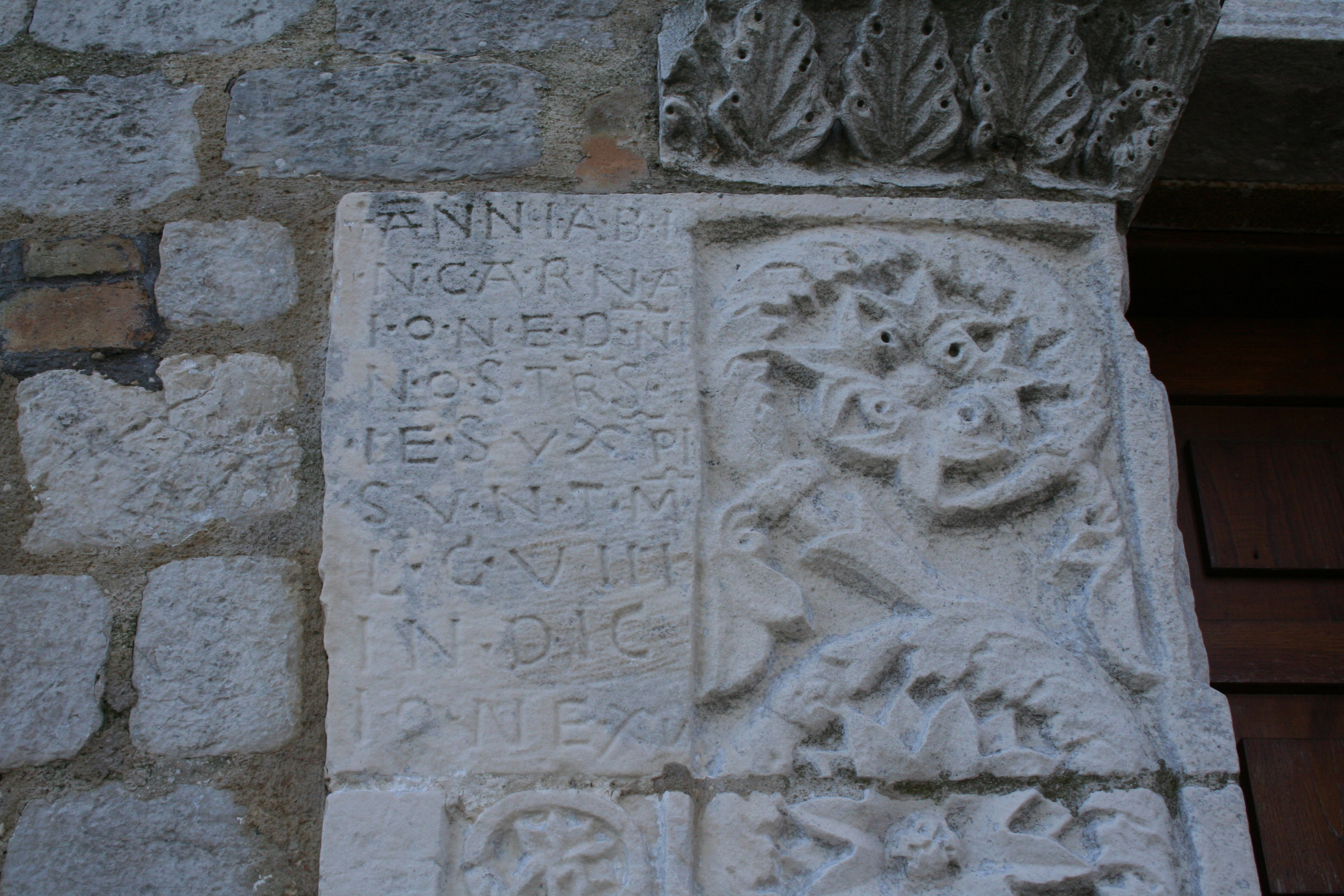
pietra che riporta la data 1108

## L'interno
L'interno della chiesa è costituito da un unico ambiente a pianta basilicale scandito da tre navate che terminano con tre absidi semicircolari. La navata centrale è di dimensioni maggiori rispetto alle laterali, risulta pertanto che la sua abside sia molto più grande. Alla fine della navatelle minori vi sono gli ingressi alla cripta sottostante.
Le campate delle navate si susseguono con archi a tutto sesto sorretti da colonne e pilastri di varia fattura, alcune realizzate con materiale di reimpiego.
Interessanti sono i capitelli, tutti diversi tra loro per forma e grandezza dei decori, da notare anche la seconda colonna di sinistra composta sovrapponendo tre rocchi di stile dorico di età romana. Il presbiterio è rialzato e la copertura si articola in un tetto con capriate lignee a vista.
Sulla parete sinistra di controfacciata trova la sua collocazione la lapide che proviene dalla chiesa di san Martino di Castelbasso, con incisa la data di consacrazione della chiesa stessa: anno 1134 e la frase: «ANNI AB INCARNATIONE DOMINI NOSTRI JESU CHRISTI MCXXXIIII EST DEDICATA ECCLESIA S MARTINI TEMPORE OLDRII ABBATIS» «nell'anno 1134 dalla nascita di Nostro Signore è stata dedicata la chiesa di san Martino ai tempi dell'abate Oldrio». 
All'interno di San Clemente è stata utilizzata nell'ultimo periodo del XVI secolo come sigillo per la cripta.
La parte del pavimento più vicina all'ingresso è stata recentemente rimossa e ripristinata mediante un piano di calpestio trasparente per rendere fruibili all'osservazione gli ambienti sottostanti. 
Si tratta di una serie di piccole camere utilizzate come sepolture riportate alla luce. Per lungo tempo la chiesa è stata utilizzata anche come cimitero. 

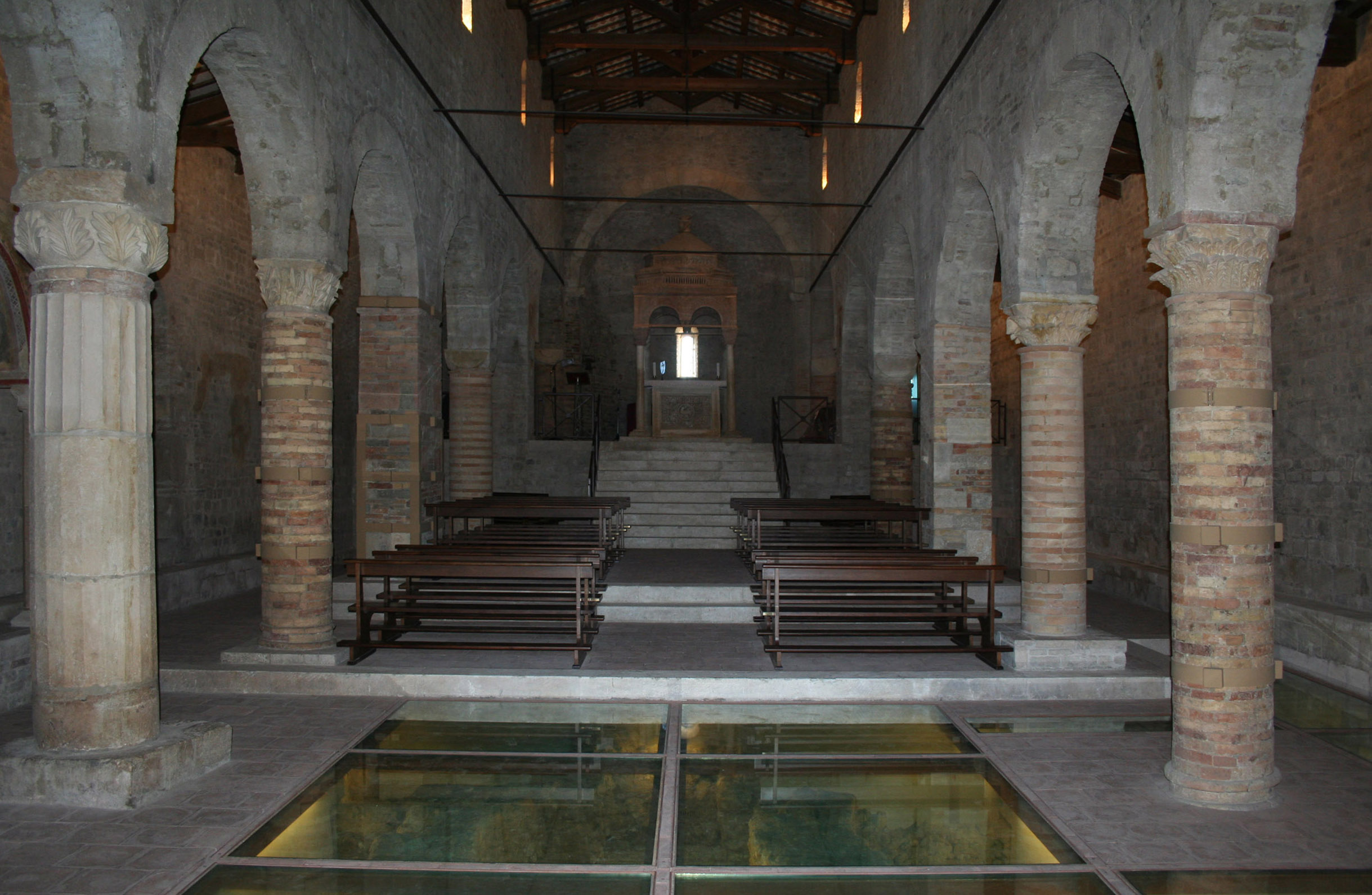
aula interna della chiesa
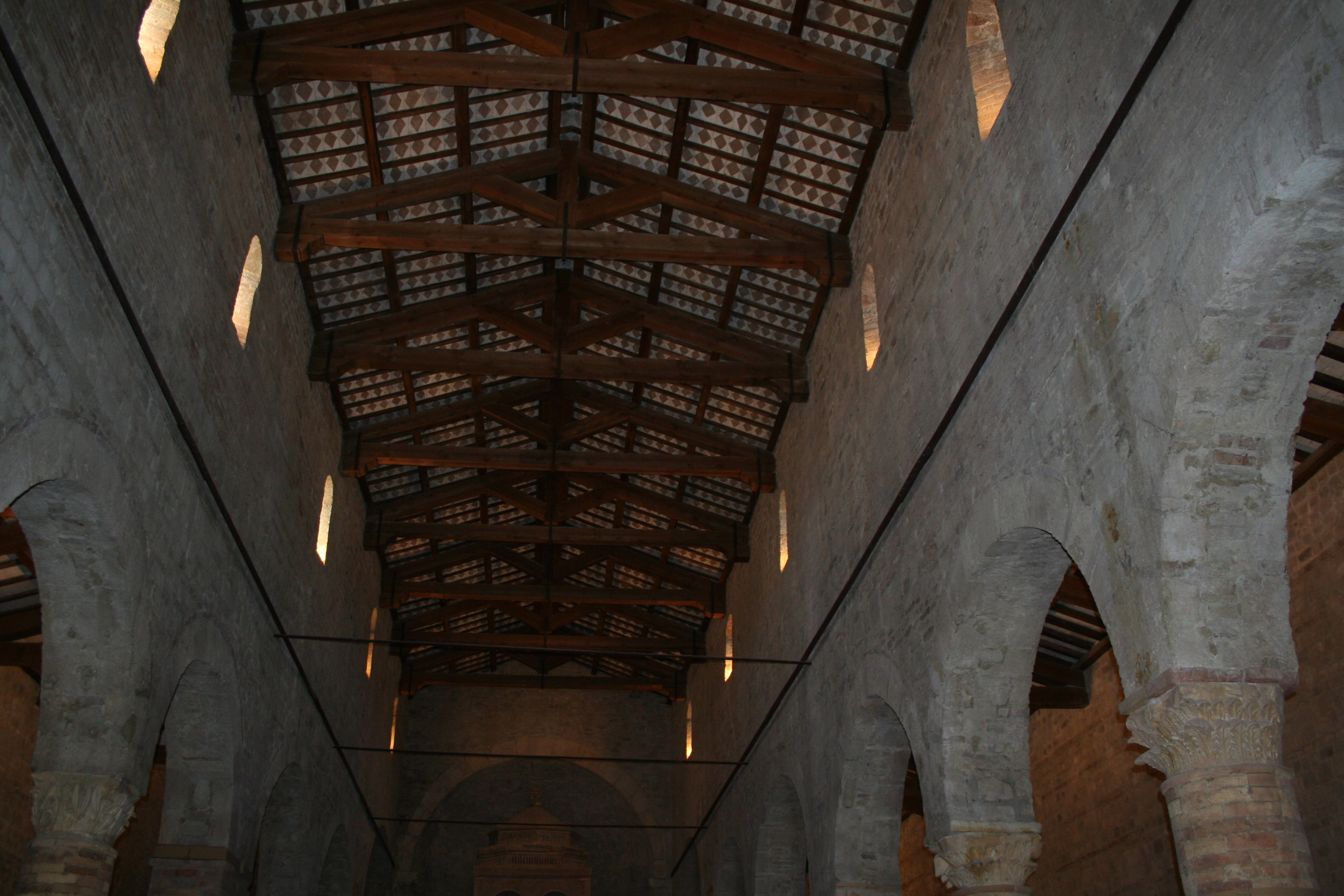
soffitto a capriate
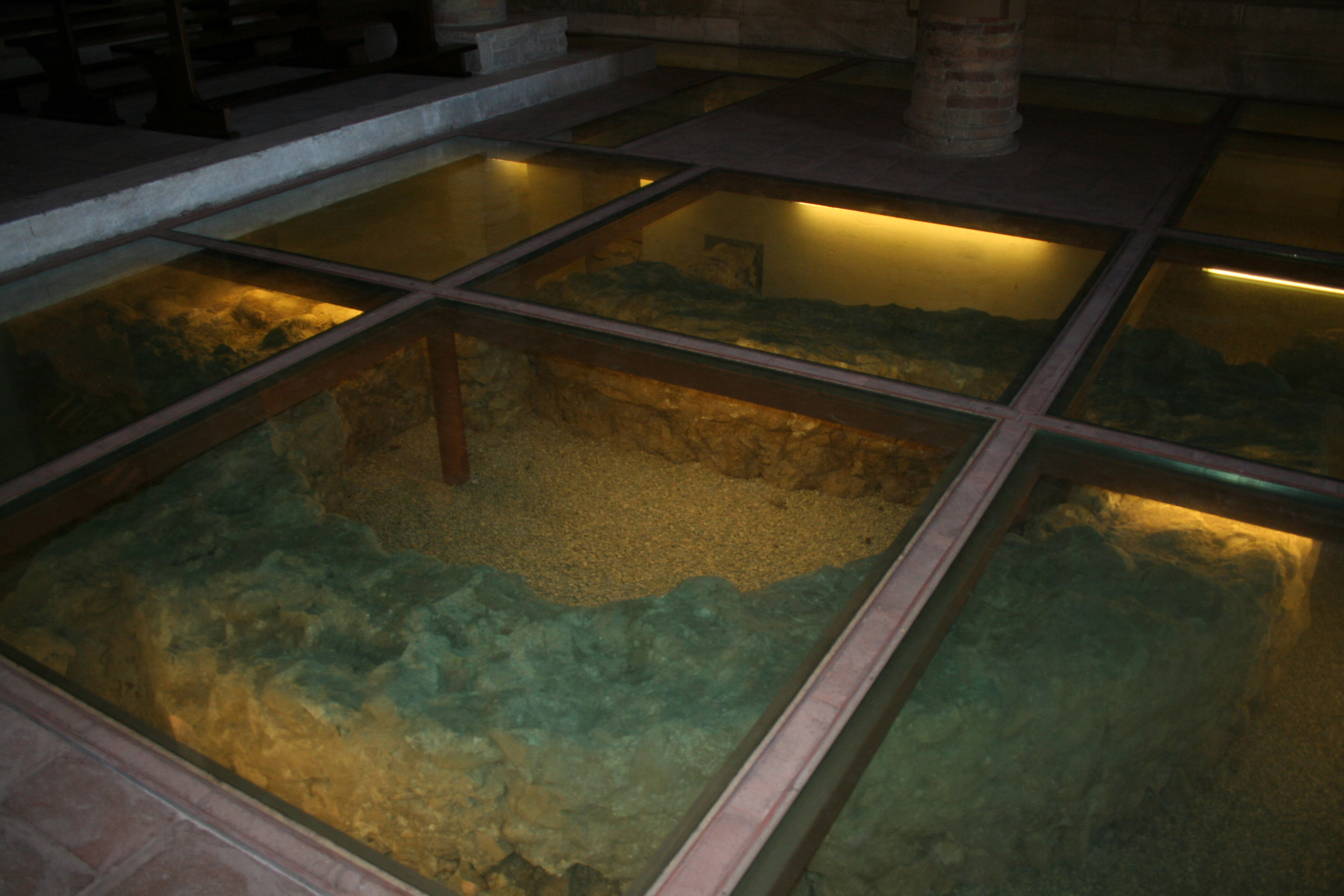
porzione della pavimentazione
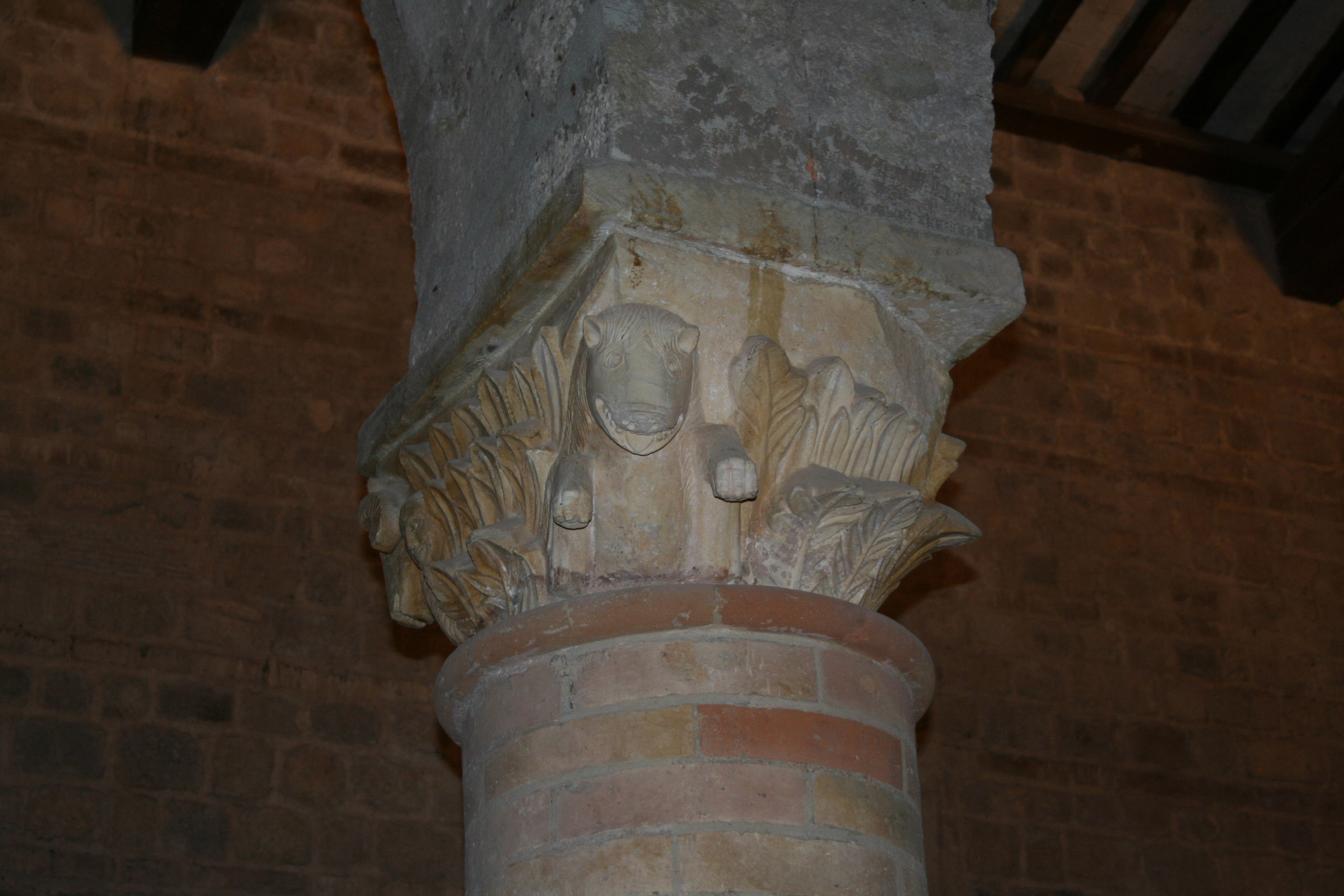
capitello con figura zoomorfa

### Il ciborio
Il ciborio è stato definito da Giovanni Travagli: «gioiello d'arte medioevale … rimasto quasi intatto, attraverso i secoli, … quasi avesse, per intima natura della sua arte, trionfato del tempo e degli uomini!”». Datato intorno alla metà del XII secolo, la critica più recente lo colloca tra gli anni 1140 e il 1150. Per la sua artistica eleganza è considerato tra i più monumentali e antichi tra quelli dell'arte romanica in Abruzzo. Fu interamente realizzato e firmato dalla bottega di Ruggero e Roberto, padre e figlio, e reca scolpita sul fregio la frase: «PLVURIBVS EXPERTVS FVT IC CVM PATRE ROBERTV (…) ROGERIO DVURAS REDDENTES ARTE FIGVRAS».
Da ciò si deduce che il maggior artefice dell'opera fu il figlio Roberto aiutato dal padre Ruggero.
Si eleva solenne davanti all'abside centrale della chiesa a copertura dell'altare maggiore. Le decorazioni danno parvenze di arti islamiche e bizantine armonizzate dai maestri esecutori. Il materiale impiegato per la realizzazione del manufatto è semplice terracotta, molto duttile, che, con semplice scalfitura, ha consentito di dar vita a ricche decorazioni, molteplici trafori, intrecci geometrici con figure antropomorfe e zoomorfe.
L'intero baldacchino si sviluppa da una pianta rettangolare con volta "ellissoidale" sostenuta da quattro colonnine di calcare che terminano con capitelli uguali due a due. I posteriori sono di gusto corinzio, gli anteriori hanno la forma di tronchi di piramidi rovesciate con sculture che affiorano tra foglie di palma.
La porzione dei frontali è costituita dalla congiunzione di due archi accostati a ferro di cavallo, pensili nel mezzo, che nel punto più basso di unione mostrano due piccole teste di animali.
Sovrastano la composizione ovoidale due tamburi ottagonali appoggiati, l'uno sull'altro, al di sopra del perimetro d'imposta. Essi hanno di diverse misure e sono disposti in modo che gli spigoli del superiore coincidano con il centro dei lati di quello inferiore, che è di maggiori dimensioni.
Entrambi hanno il decoro di un piccolo porticato. Il tamburo più grande è traforato con colonnine e archetti incrociati; il più piccolo ha colonnine binate e archetti semplici che racchiudono un motivo floreale al loro interno. 
La sommità si arricchisce di una modesta copertura piramidale che termina con quattro elementi decorativi riuniti al centro dove era alloggiato il Divino Agnello.
Nella porzione di spazio interna al ciborio è stato riposizionato lo stemma araldico della famiglia aquilana dei Branconio cui appartenne Girolamo Branconio, abate nell'anno 1605.

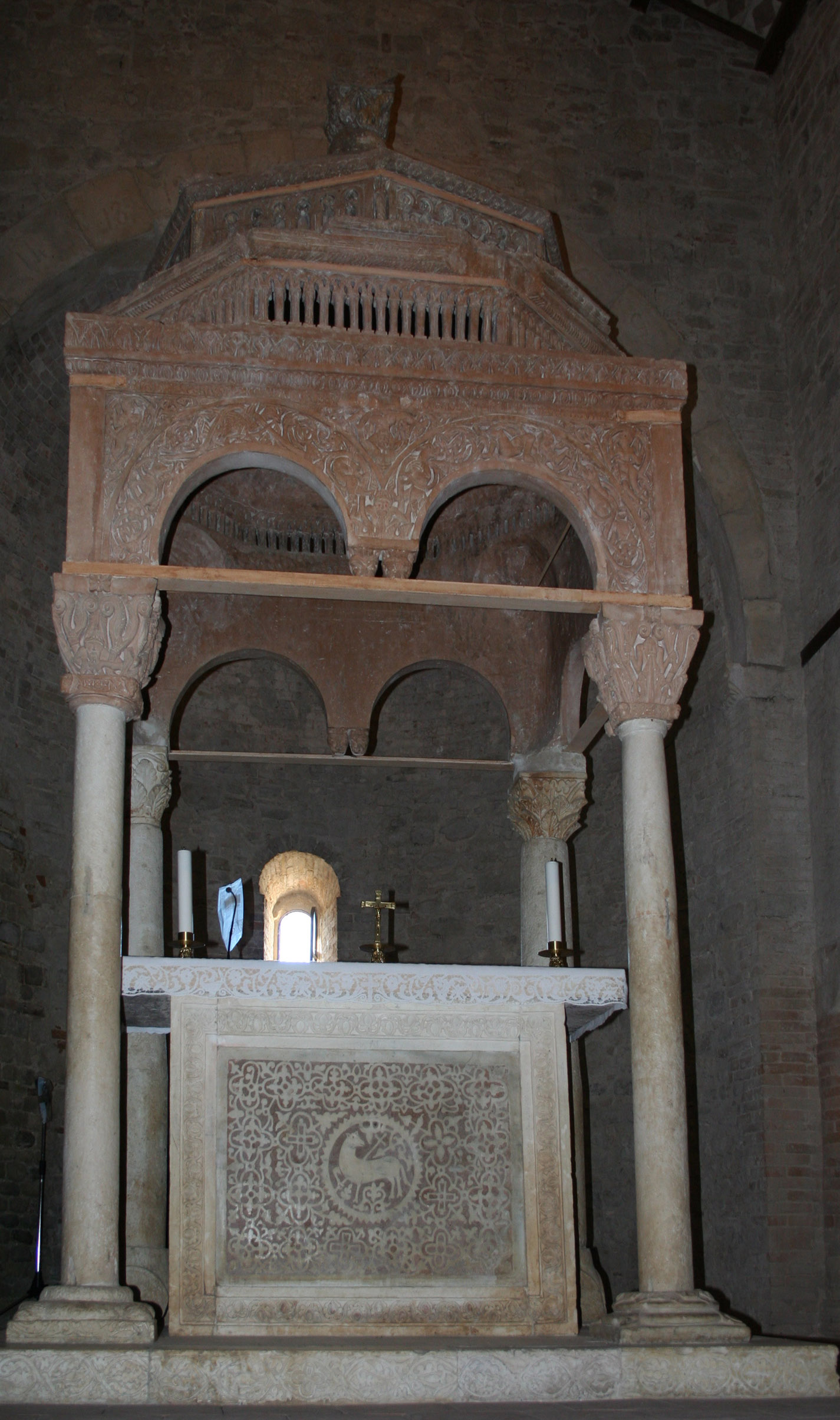
ciborio
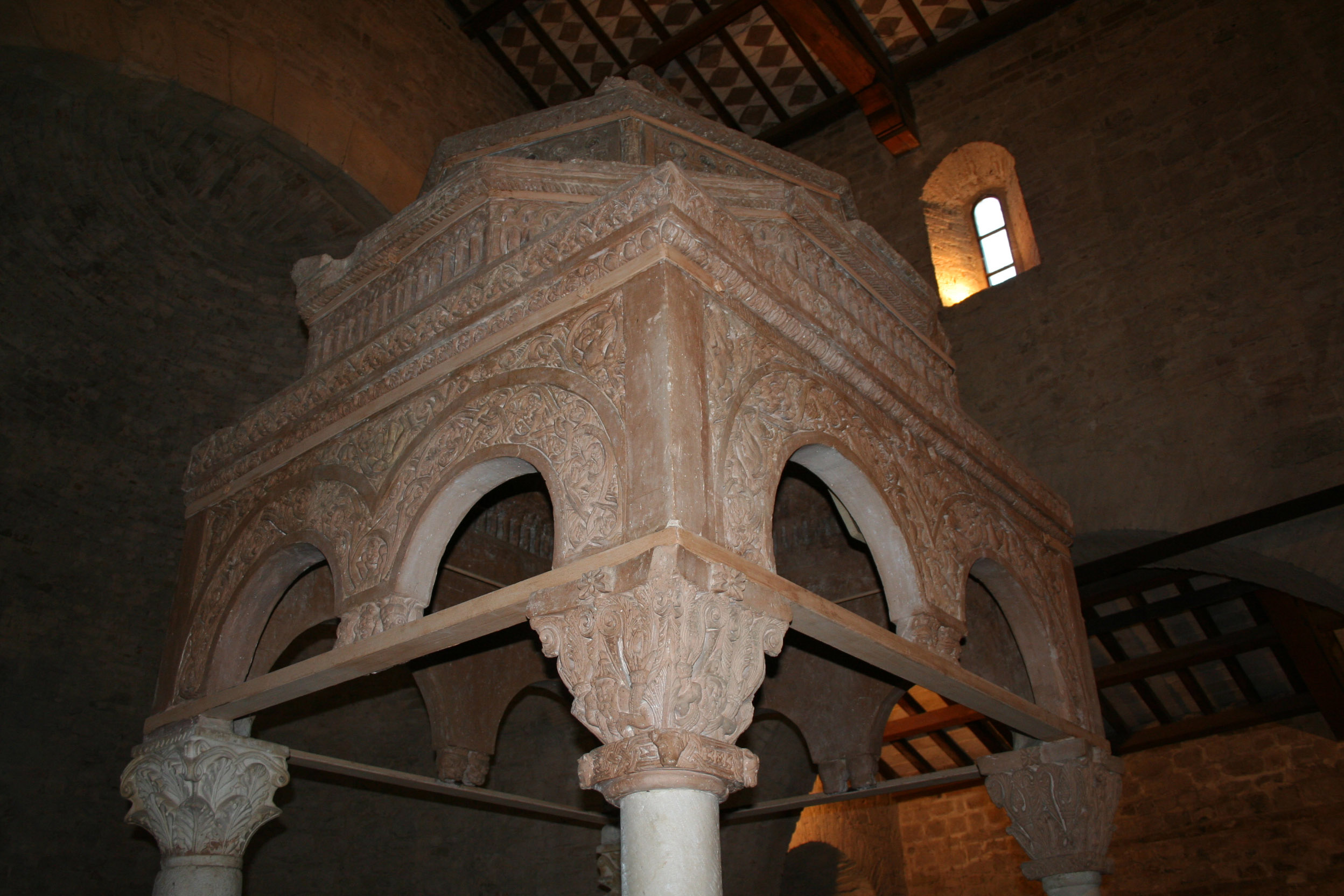
particolare dei capitelli e dei tamburi sovrapposti
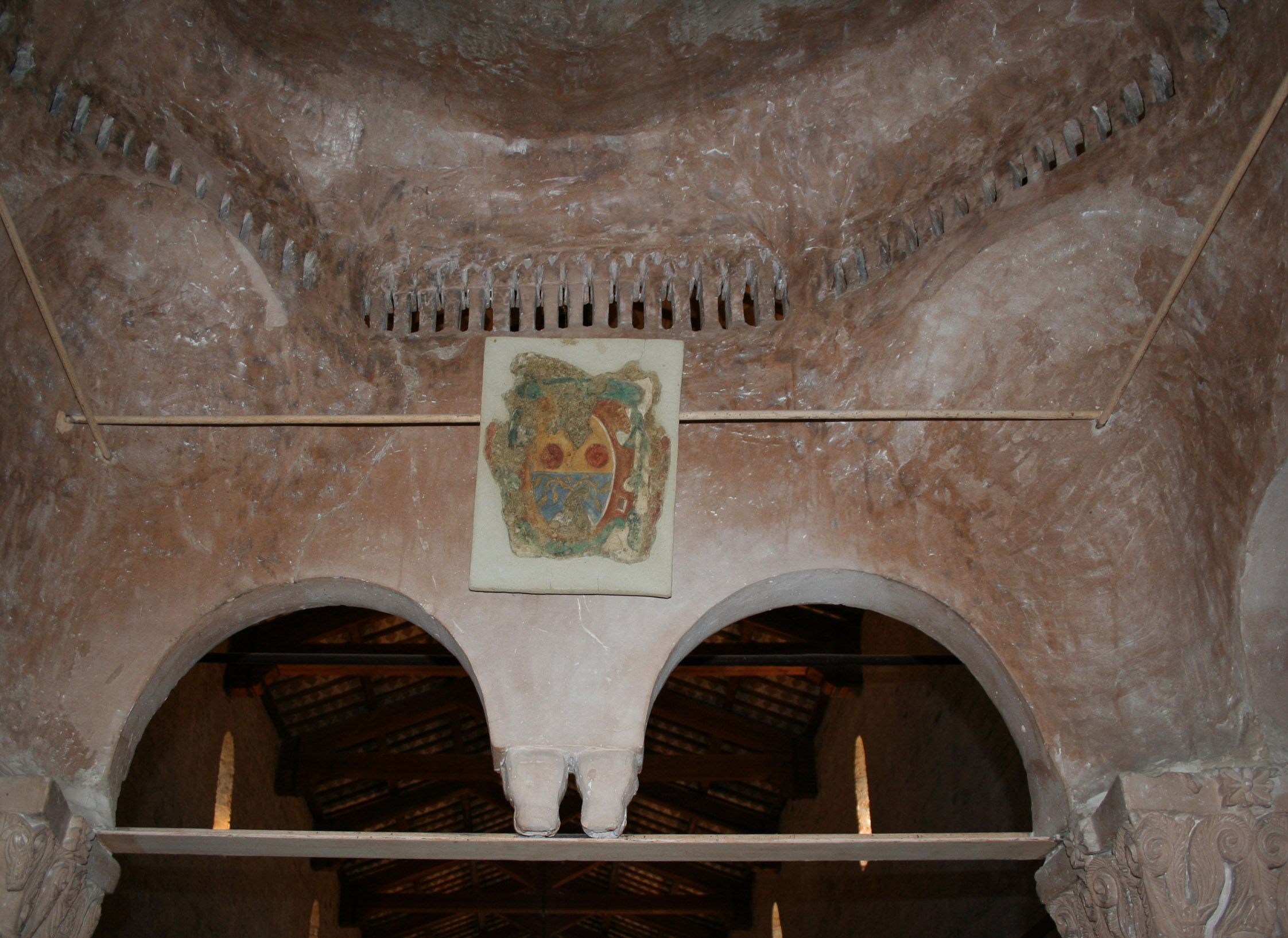
stemma araldico di Girolamo Branconio

### L'altare
L'altare maggiore della chiesa è alloggiato all'interno del perimetro del ciborio. Si compone di lastre di marmo cipollino accostate a forma di semplice cassa, tra queste particolarmente interessante è quella frontale dell'antependium riccamente arabescata da motivi d'intarsio riempiti con un impasto di polvere di terracotta(probabilmente proveniente dalla lavorazione del ciborio) e colla di pesce o di ossa e al cui centro si distingue la figura del Divino Agnello.
Le lastre laterali, di dimensioni minori rispetto alla frontale, sono entrambe decorate con arabeschi più semplici.
Il retro dell'altare è costituito da una semplice lastra di marmo che presenta, nella zona centrale, una buca, attualmente vuota, idonea a contenere reliquie.

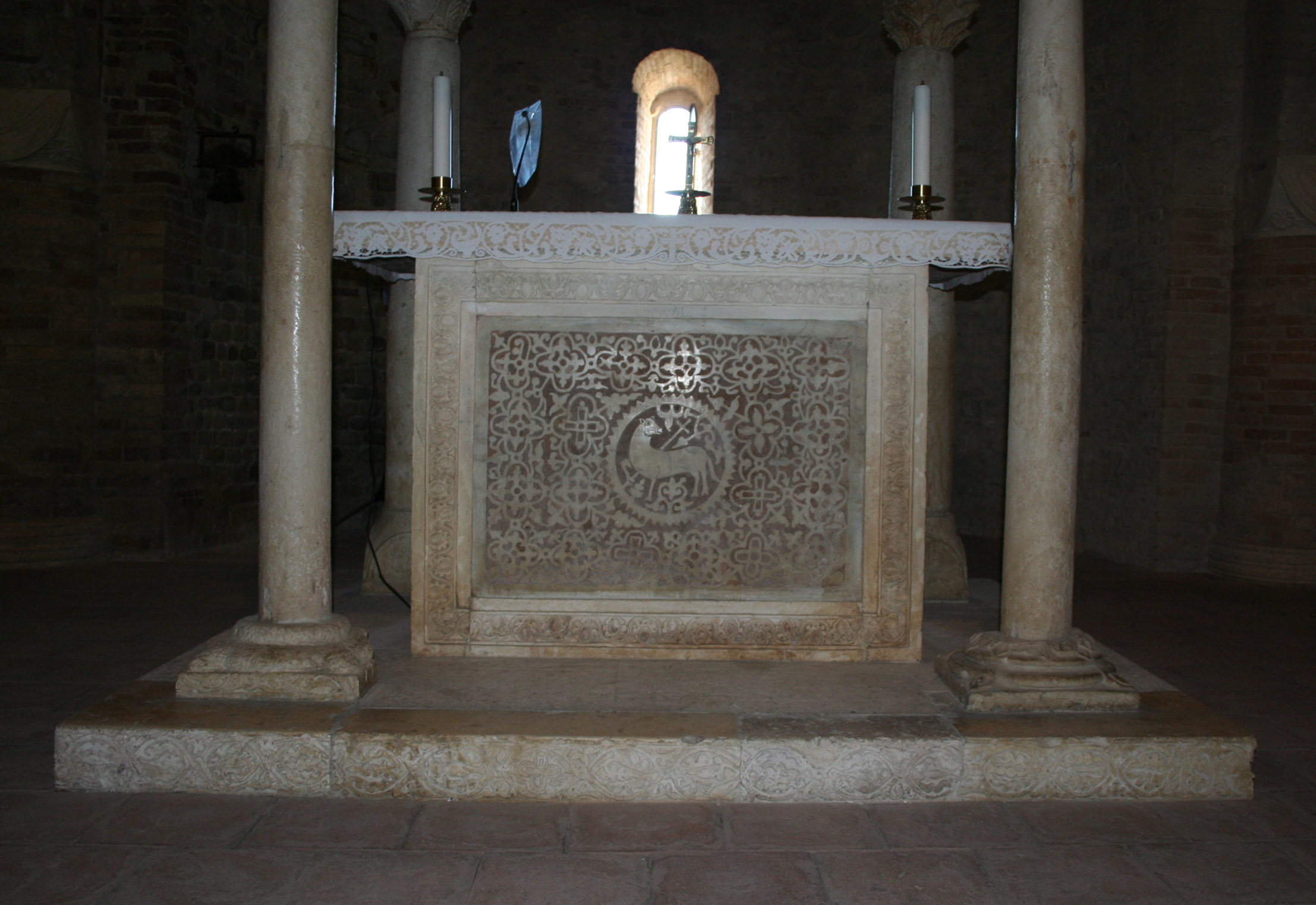
altare

### Statue lignee di San Clemente
La statua lignea a tutto tondo che ritrae san Clemente è alta 153 cm e si trova esposta, all'interno della chiesa, nella piccola abside sulla destra del presbiterio, racchiusa in una teca trasparente di protezione. 
Di difficile attribuzione ma databile agli inizi del Trecento, è stata intagliata e dipinta seguendo i canoni del gusto tardo gotico. Ricavata da un unico ceppo di legno, alleggerito dallo scavo sul retro, si presenta con l'evidente caratteristica della frontalità e immobilità iconica tipica dei canoni bizantini. Mostra, tuttavia, un'apprezzabile espressività e propone l'immagine del santo in atteggiamento benedicente mentre con l'altra mano strige un libro. San Clemente veste i paramenti pontificali ed indossa la tiara.
All'interno della cripta sotterranea della chiesa è esposto il busto ligneo policromo di san Clemente che indossa paramenti pontificali e il triregno, opera databile non prima del XVIII secolo. 

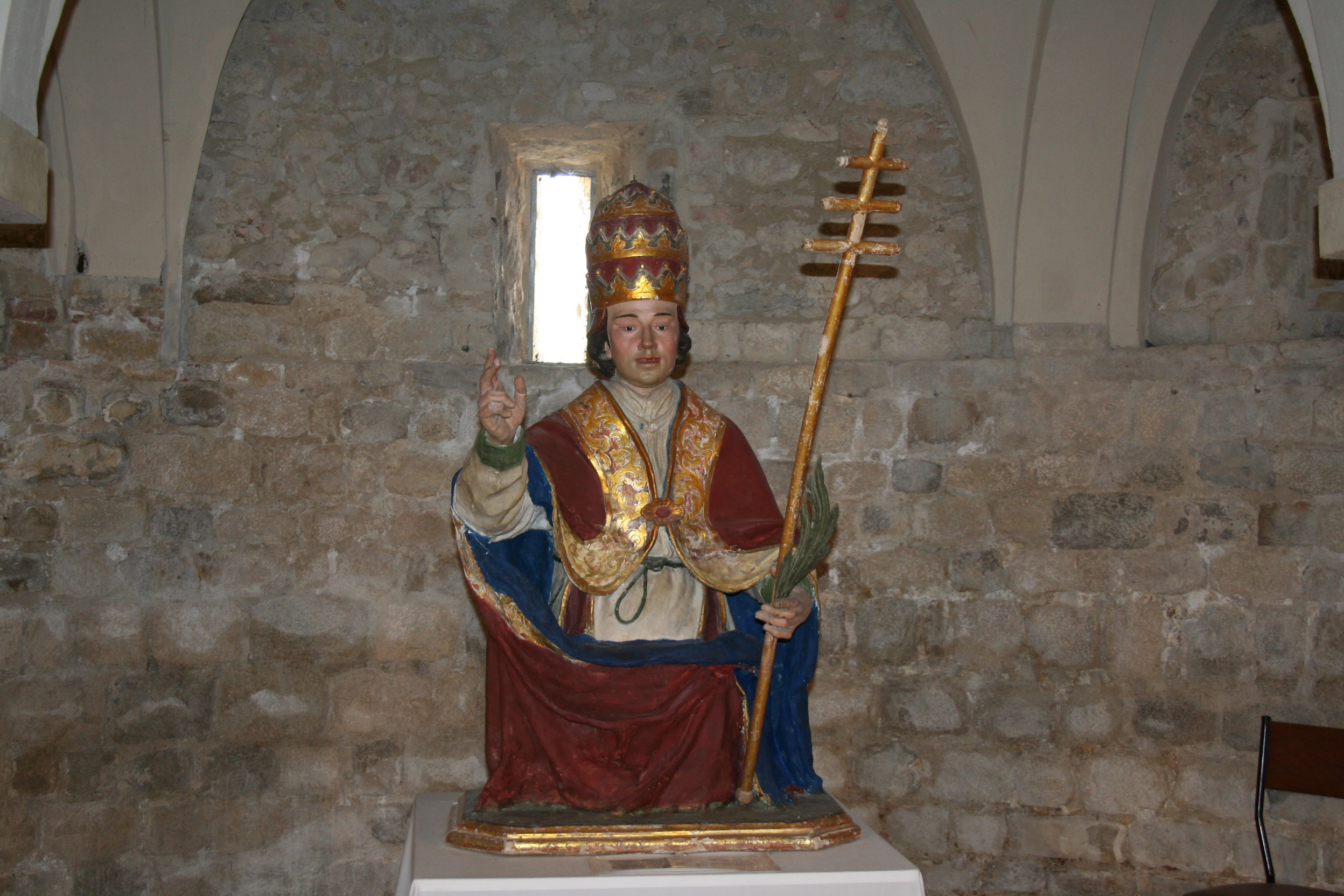
busto ligneo di San Clemente

### Gli affreschi
I dipinti che ancora si conservano all'interno della chiesa di San Clemente rappresentano una modesta parte degli originali temi pittorici andati perduti col trascorrere del tempo e a causa dei periodi di degrado attraversati dalla struttura.
Distribuiti su pilastri e pareti, sono stati realizzati con la tecnica pittorica dell'affresco da artisti sconosciuti in varie epoche.
Ferdinando Bologna definisce di particolare pregio e attribuibili allo stesso autore, Gentile della Rocca, per le assonanze stilistiche e cromatiche, viranti all'aranciato, i dipinti della seconda metà del XIII secolo.
La prima pittura, databile circa nell'anno 1285, si trova su di un pilastro della navata di sinistra e rappresenta la Madonna Regina col Bambino ritratta seduta col Bambinello in atteggiamento benedicente. Si evidenzia il pregevole effetto del ricco panneggio delle vesti della Vergine e del velo bianco pieghettato oltre alla grande corona. La seconda, di cui restano deboli tracce, propone frammenti di una figura iconografica non riconoscibile e si trova affiancata all'edicola quattrocentesca.
Di differente fattura si presentano gli affreschi dipinti sullo spazio delle superfici dell'edicola che si trova addossata alla parete della piccola navata di sinistra. L'opera, realizzata in mattoni, si apre tra due sottili e agili colonnine ottagonali sormontate da capitelli tronco piramidali e termina con una copertura a capanna.
Le raffigurazioni sono state eseguite nell'anno 1419, dipinte con gusto giottesco, all'interno di cornici a spina di pesce, rappresentano la Madonna della Misericordia che accoglie sotto il suo manto aperto frati genuflessi, mentre sul lato più a destra, vi sono le figure di due Santi Vescovi.
Sul fronte dell'edicola è riportato, in due riquadrature, il tema dell'Annunciazione con la rappresentazione della Vergine in ginocchio davanti a un libro aperto e l'arcangelo Gabriele. 
Nella porzione sotto l'arco, racchiusi in cartigli polilobati, la figura del Cristo benedicente campeggia fra i simboli degli evangelisti.
Nella zona del presbiterio, dipinti sui pilastri, si evidenziano i due affreschi di arte popolare dell'Allegoria della Morte e dell'Ecce Homo, quest'ultimo datato 1668.
Sulla parete della controfacciata vi sono i tenui resti di frammenti di una Natività del 1300.

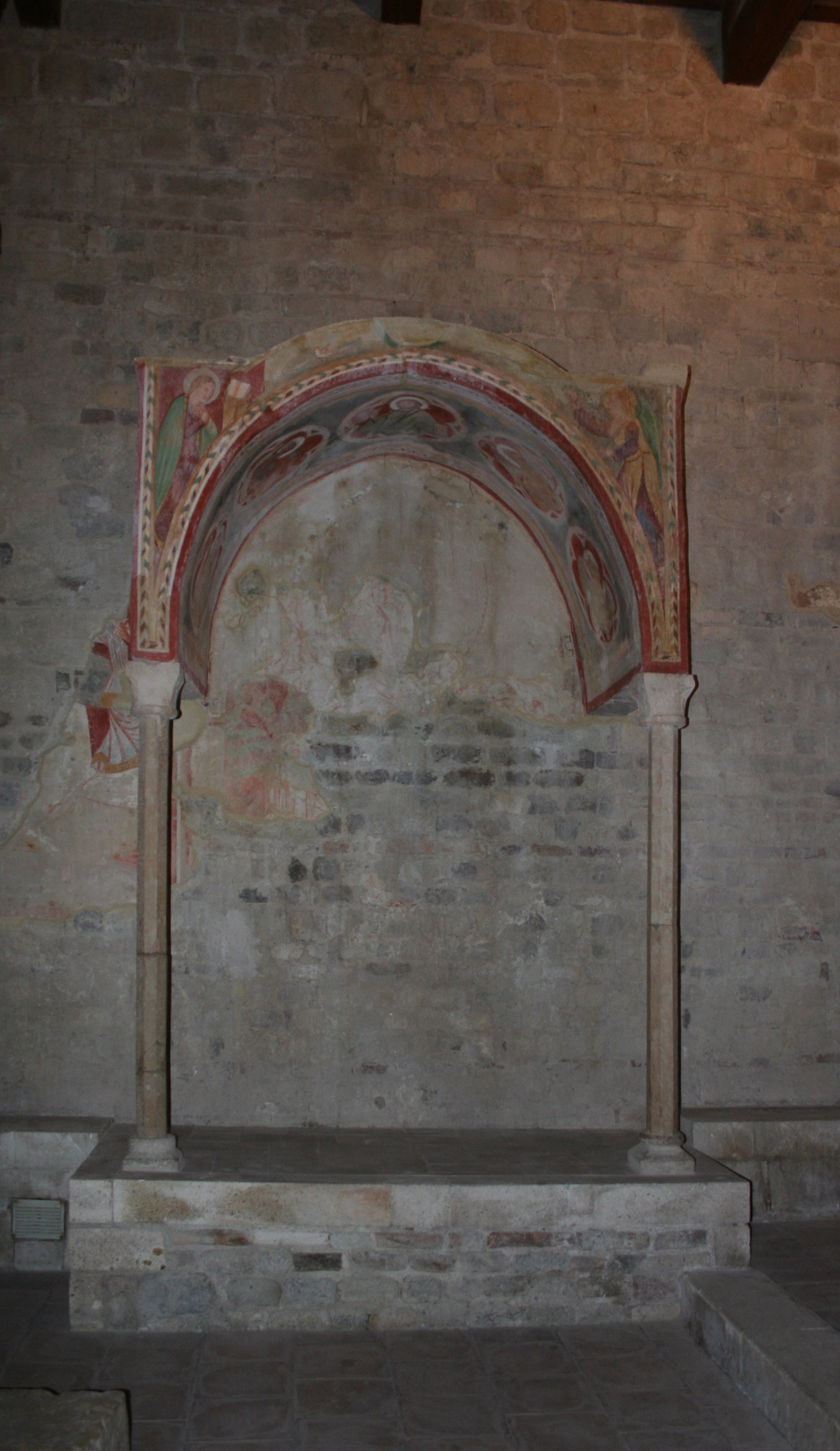
edicola
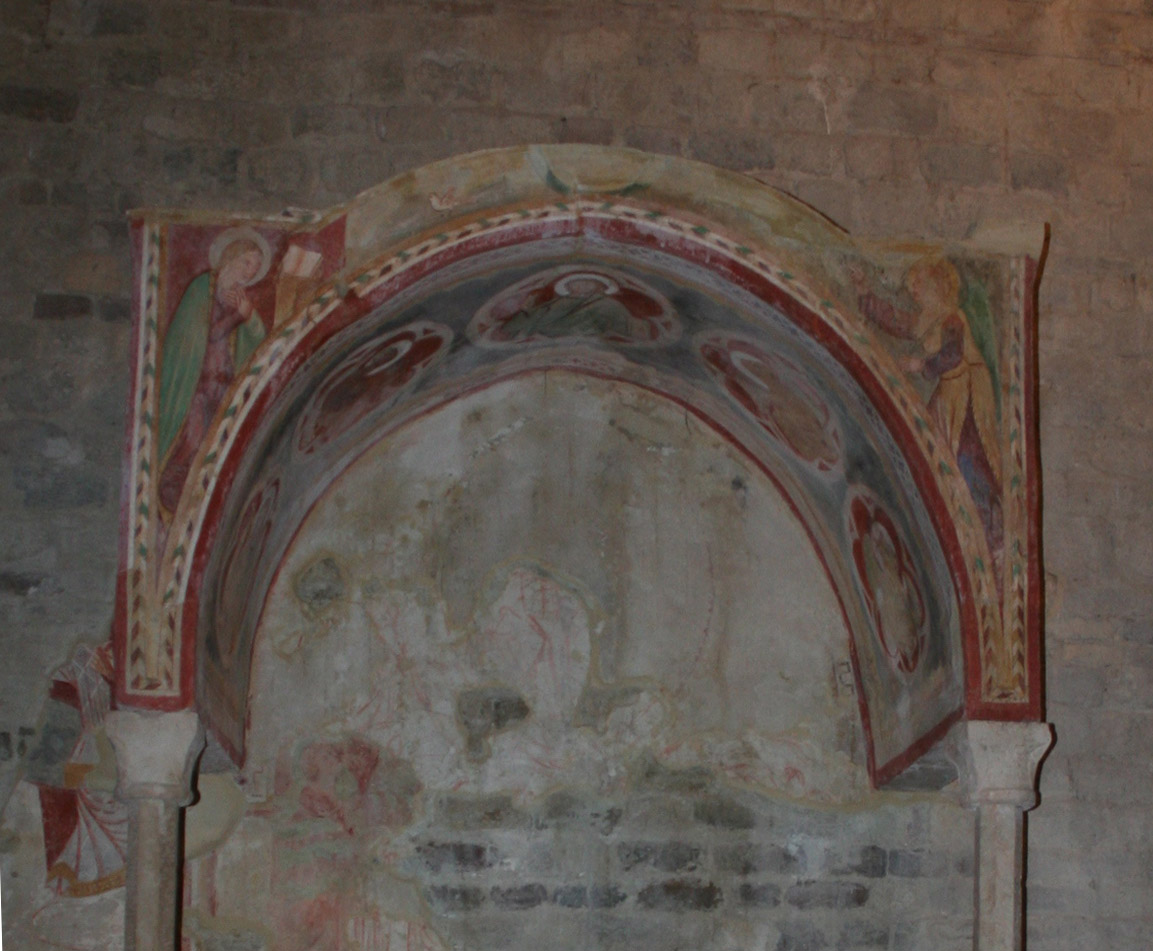
particolare dell'edicola col dipinto dell'Annunciazione
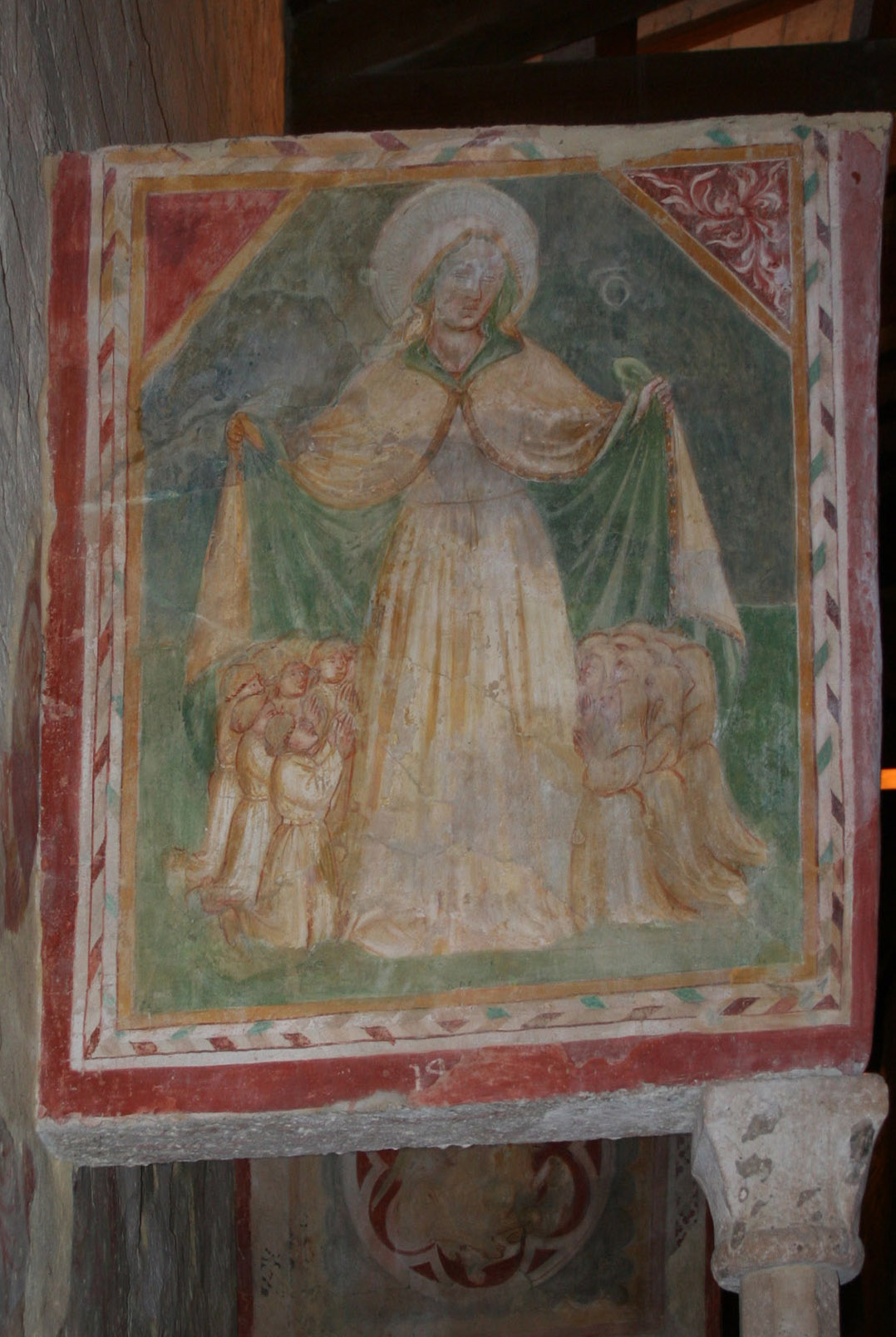
Madonna della Misericordia
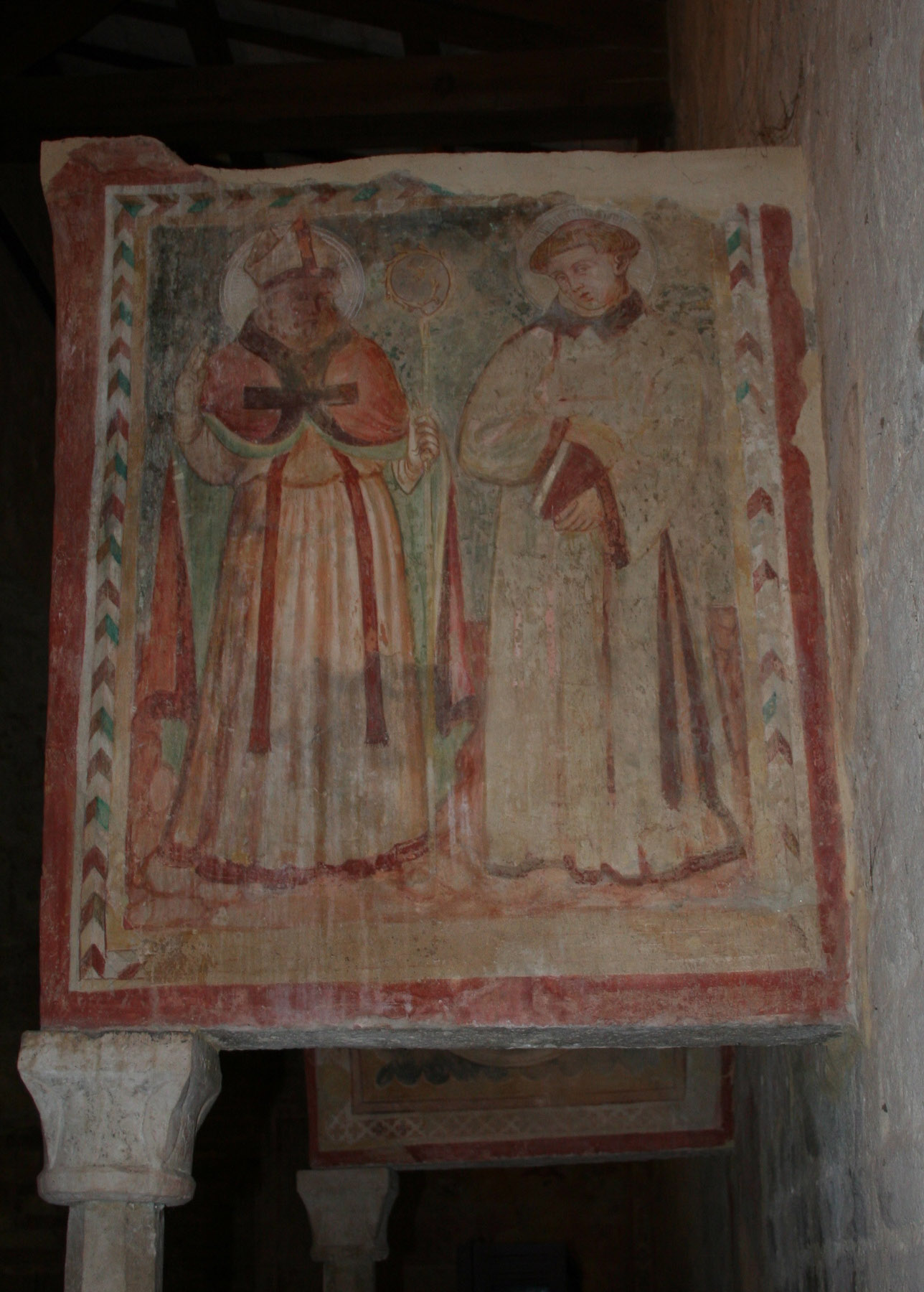
Santi Vescovi

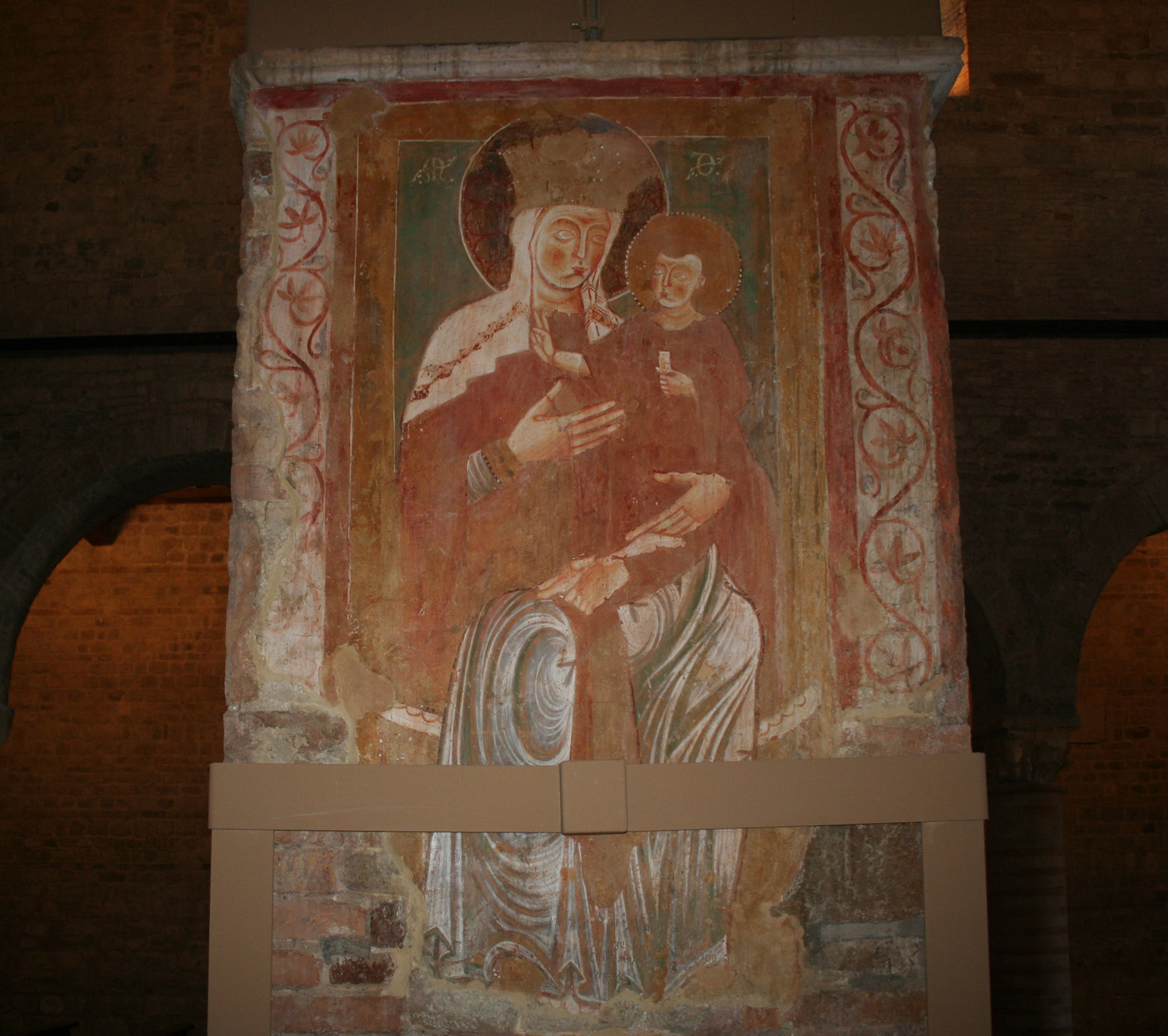
Madonna Regina con Bambino
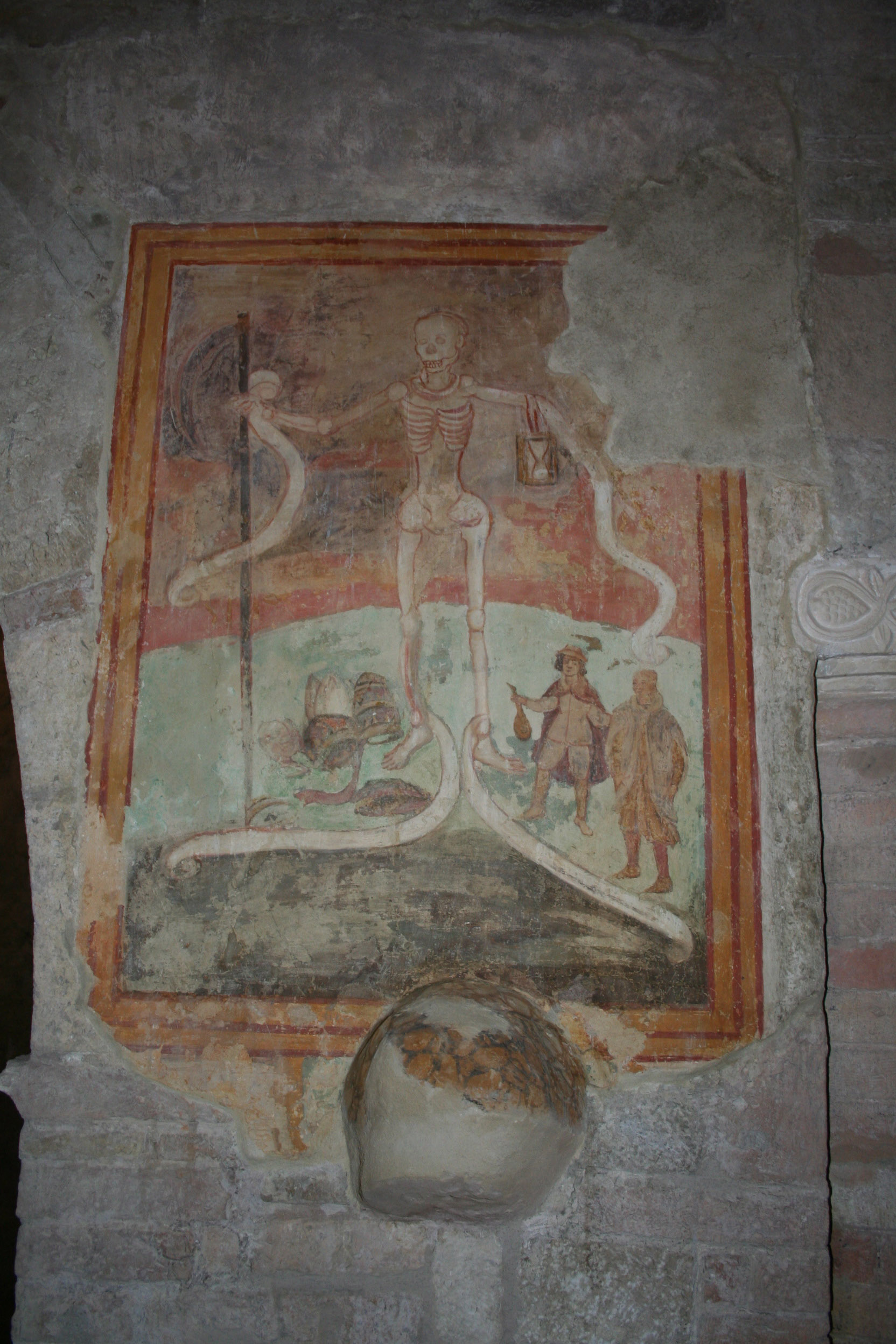
Allegoria della Morte
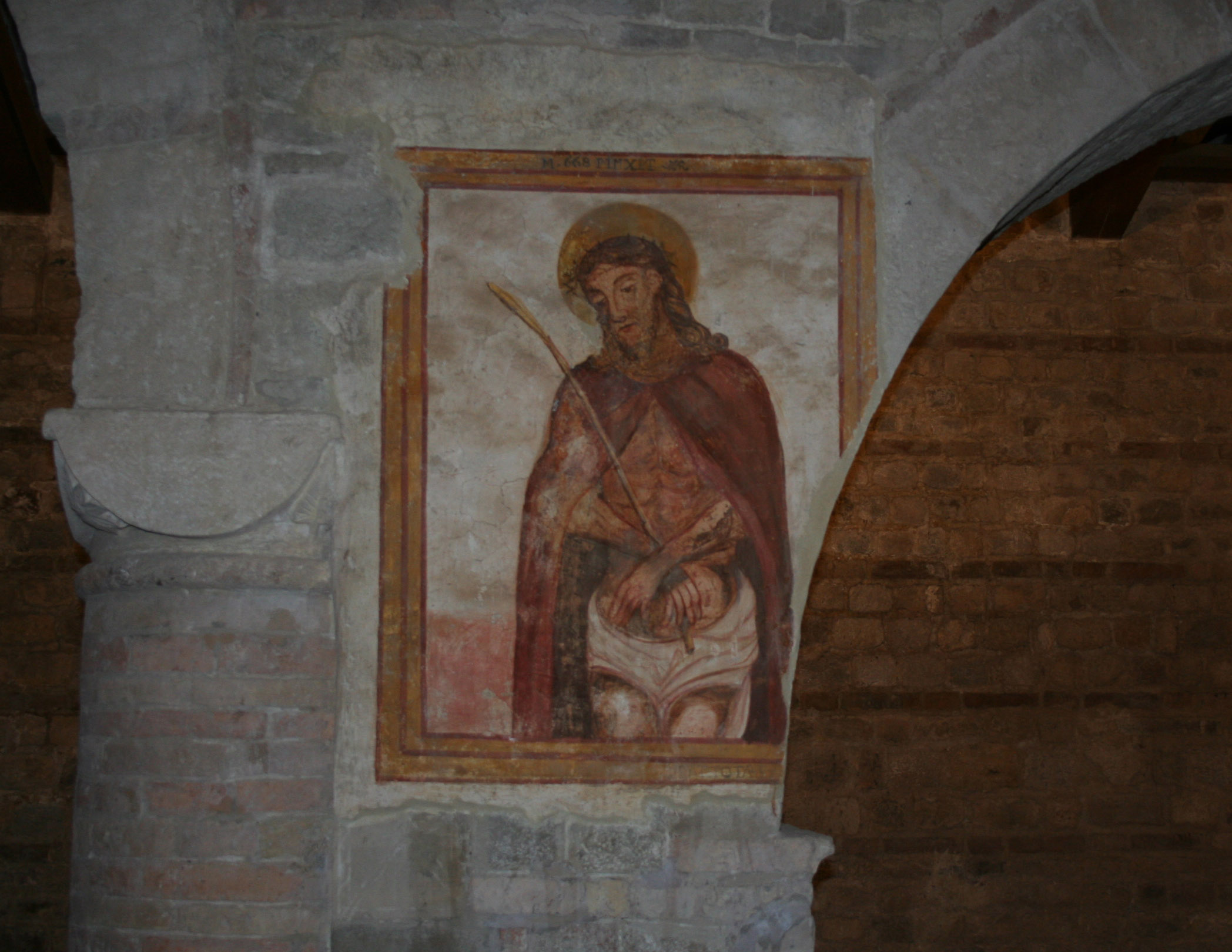
Ecce Homo
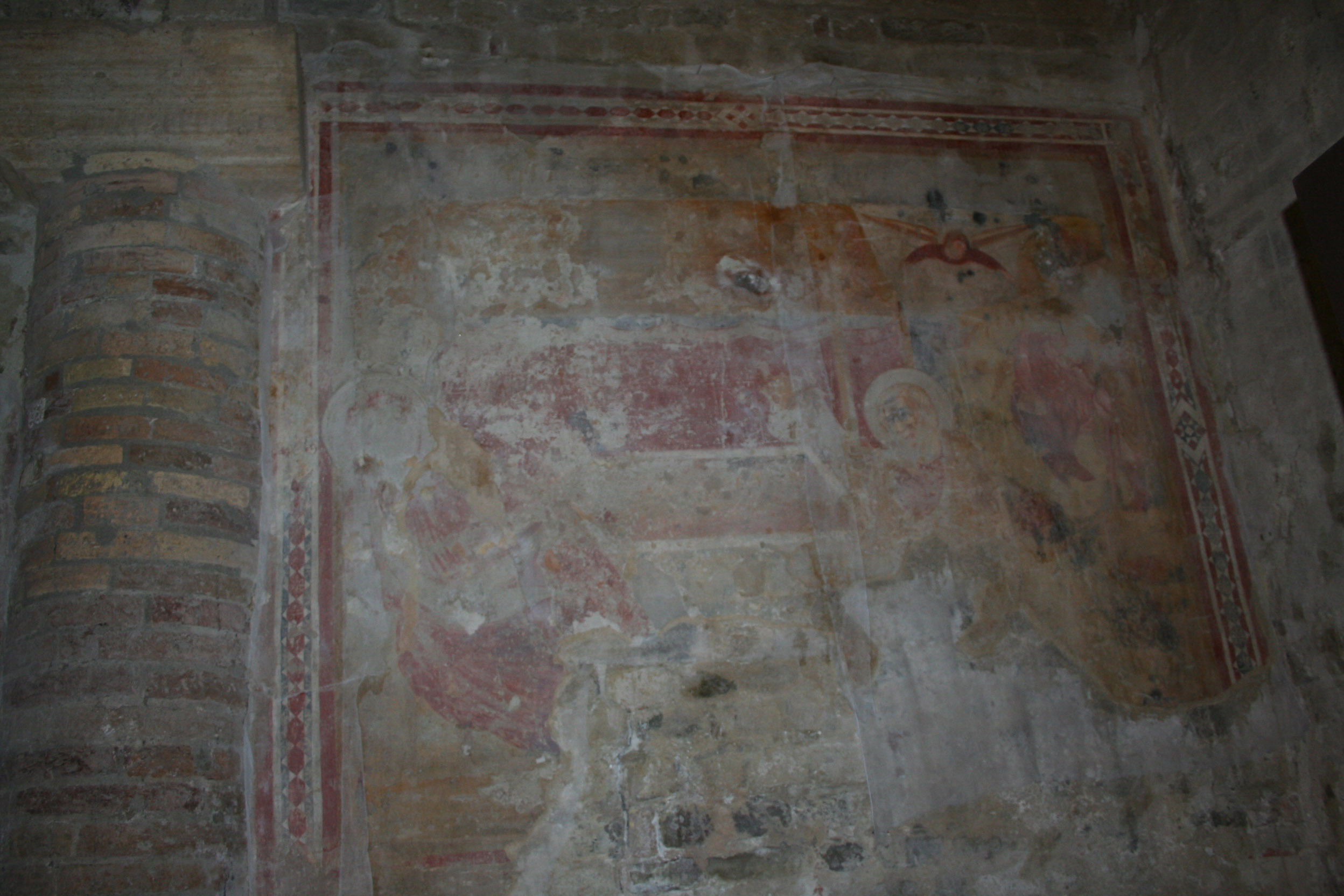
Natività

## La cripta
I recenti restauri operati dalla Soprintendenza per i B.A.A.A.S. dell'Abruzzo hanno reso di nuovo agibile la cripta del sottotempio nella zona presbiteriale.
Si accede a quest'ambiente tramite i due ingressi, preceduti da scalini, che si aprono alla fine delle navate minori. 
L'aula, di modeste dimensioni, rischiarata dalla luce che filtra dalle monofore, è sobria e si sviluppa da pianta rettangolare movimentata sul lato maggiore da piccole absidi. 
L'interno si arricchisce di 24 colonnine, di cui alcune addossate ai muri perimetrali, che sostengono le volte. Utilizzata per lungo tempo come ossario, ora ospita al suo interno il busto di san Clemente.

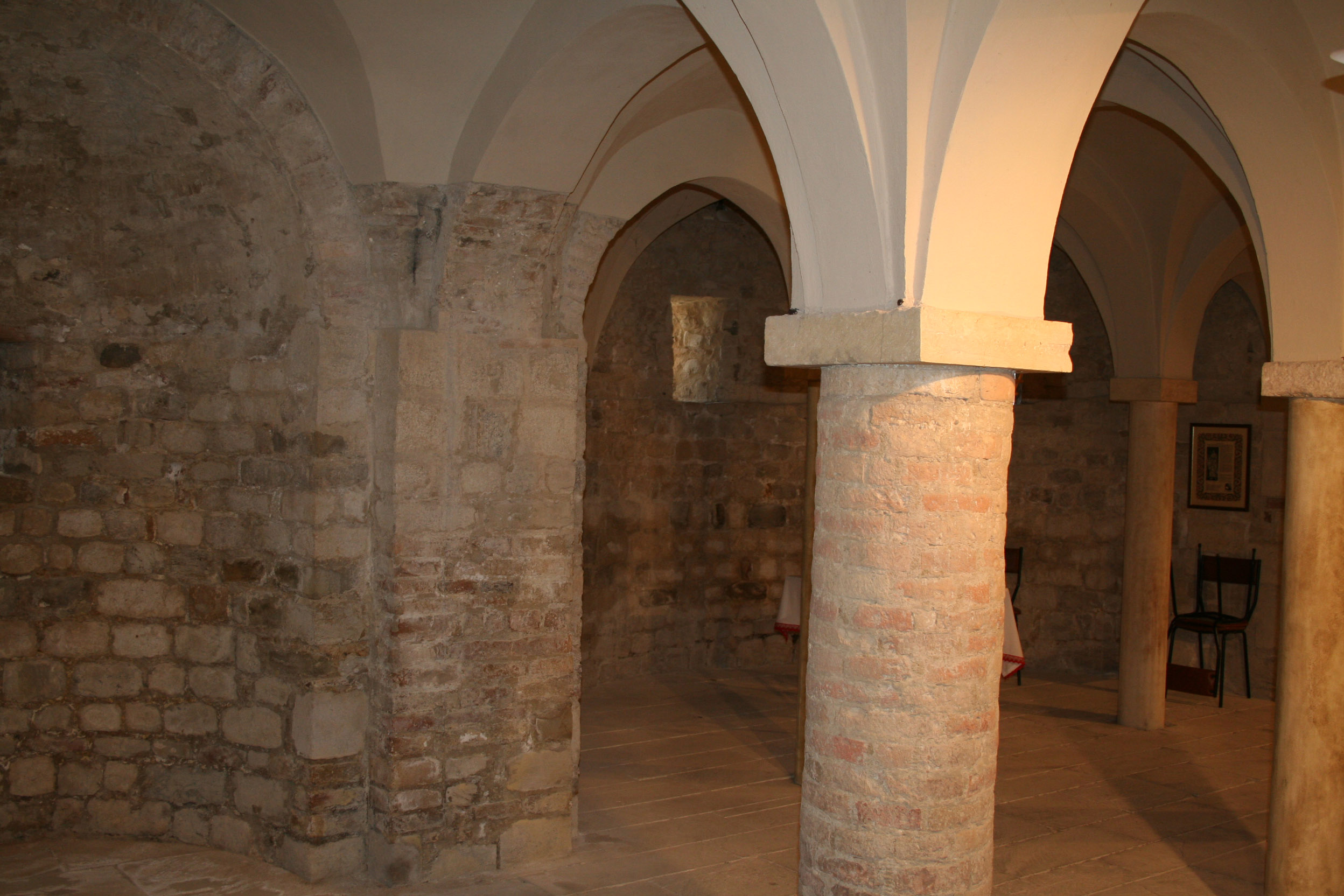
interno della cripta